# Lobsann
Lobsann,  im lokalen südfränkischen Dialekt Lüsan, ist eine französische Gemeinde mit 656 Einwohnern (Stand 1. Januar 2021) im Département Bas-Rhin in der Europäischen Gebietskörperschaft Elsass und  in der Region Grand Est. Sie ist Mitglied der Communauté de communes Sauer-Pechelbronn.

## Geografie
Das Dorf ist eine Streusiedlung. Weite Teile des Gemeindegebietes sind bewaldet. Lobsann hat Anteil am Biosphärenreservat Pfälzerwald-Vosges du Nord.
Wissembourg liegt etwa 14 Kilometer nordöstlich, die Gemeinde Soultz-sous-Forêts etwa vier Kilometer südöstlich.

## Geschichte
Lobsann gehörte anfangs zur Herrschaft Fleckenstein, und zwar teils zum Amt Kutzenhausen und teils zum Amt Sulz unterm Wald. Der Sulzer Teil war Lehen des Erzbistums Köln. Der Kutzenhauser Teil wurde 1650 pfälzisch und ging 1705 mit weiteren Orten des Amts Kutzenhausen an Hanau-Lichtenberg. Während der Reformation wurden nur Teile des Ortes evangelisch, so dass die Gemeinde einen gemischtkonfessionellen Charakter hat (Volkszählung 1905: 223 katholische Einwohner und 164 evangelische Einwohner).
Von 1756 bis 1950 wurde in Lobsann Asphalt abgebaut. Der Chemiker Jean-Baptiste Boussingault war von 1820 bis 1822 Direktor der Mine, dort lernte er auch Achille Le Bel, den Besitzer der Asphaltmine von Merkwiller-Pechelbronn kennen, deren Leitung er 1835 übernahm.
Ab 1809 baute man auch Braunkohle (Lignite) ab, die als Brennstoff für die Saline in Soultz-sous-Forêts genutzt wurde, die Mine und der Abbau wurde vom Besitzer der Saline, George-Chrétien-Henri Rosentritt betrieben. Die maximale Ausbeute pro Jahr betrug 10.000 Myriagramm (100 t). Ein Schild Kohlenwerk an der Straße nach Drachenbronn erinnert an die ehemalige Mine.

Von 1871 bis zum Ende des Ersten Weltkrieges gehörte Lobsann als Teil des Reichslandes Elsaß-Lothringen zum Deutschen Reich und war dem Kreis Weißenburg im Bezirk Unterelsaß zugeordnet. In dieser Zeit, ab 1880, baute Joseph Philipp von Stichaner, der Kreisdirektor von Wissembourg, eine Villa mit Park in Lobsann, heute im Privatbesitz. 

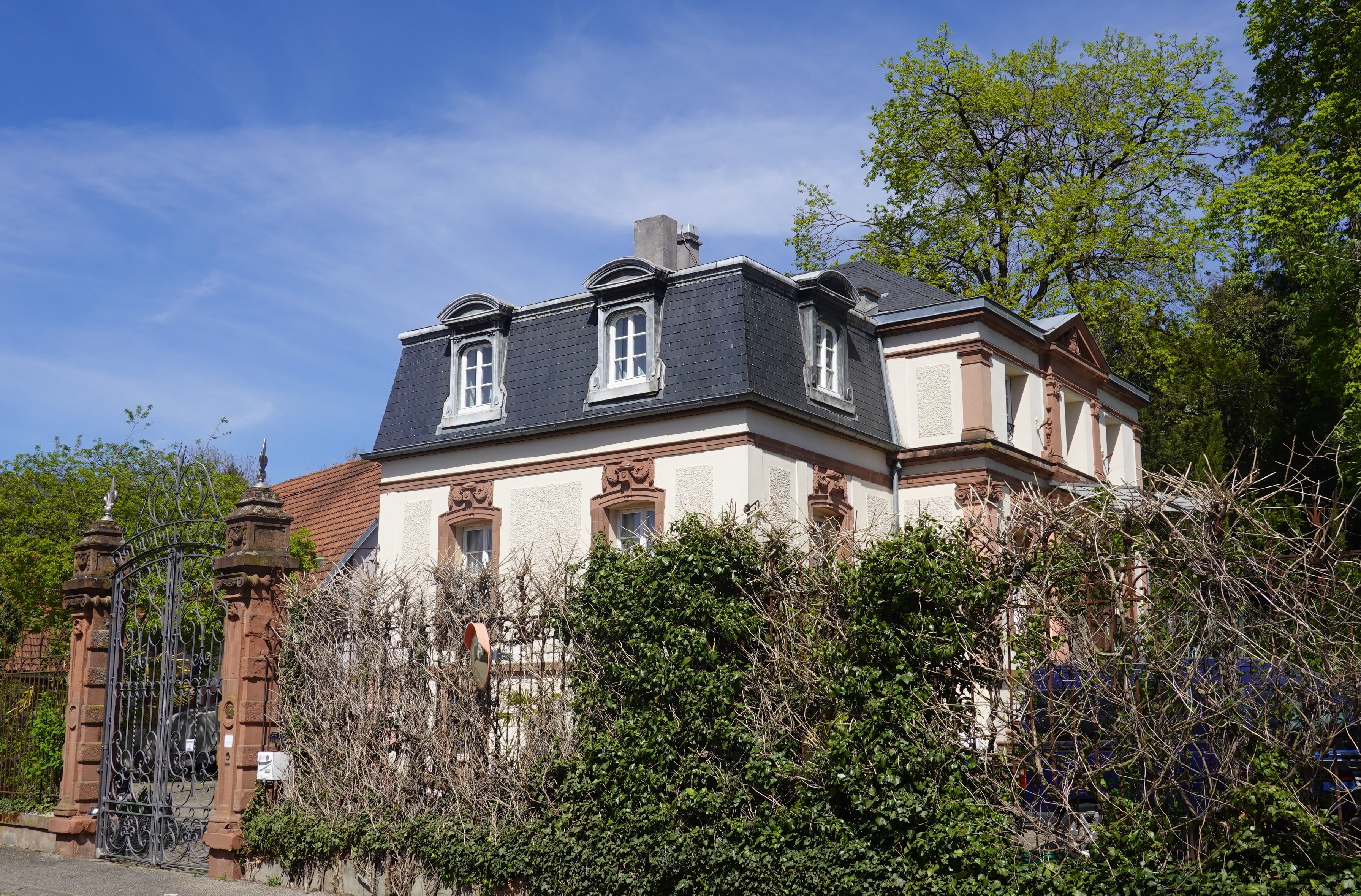
Villa Stichaner

Bevölkerungsentwicklung
| Jahr      | 1910 | 1962 | 1968 | 1975 | 1982 | 1990 | 1999 | 2006 | 2017 |
| Einwohner | 448  | 505  | 538  | 510  | 491  | 579  | 496  | 586  | 640  |

## Marienbronn
Auf Lobsanner Gemarkung liegt auch das frühere Nonnenkloster Marienbronn. Während der Französischen Revolution wurde das Kloster zerstört. Heute befindet sich auf dem Gelände eine Rehabilitationseinrichtung für Suchterkrankungen.

## Sehenswürdigkeiten
Die Kirche des Ortes wurde 1760/61 als Simultankirche gebaut und am 22. Juli 1761 geweiht. 1837 wurde das Simultaneum aufgelöst, nachdem die Lutheraner sich eine eigene Kirche gebaut hatten. Seitdem ist die Kirche römisch-katholisch.

## Partnergemeinden
Lobsann ist seit 1986 mit Schwegenheim in Rheinland-Pfalz verpartnert.